# そして3人が残った
『そして3人が残った』（原題：...And Then There Were Three...）は、イギリスのプログレッシブ・ロック・バンド、ジェネシスが1978年に発表した9作目のスタジオ・アルバム。タイトル通り、ジェネシスは本作より3人編成となった。

## 背景
スティーヴ・ハケット脱退後、バンドは新しい正式メンバーを加えずベーシストのマイク・ラザフォードがギターも兼任することになった。ライヴにおいては、当初はラザフォードがギターを弾きアルフォンソ・ジョンソンをサポート・ベーシストに迎える案もあったが、最終的にはダリル・ステューマーがサポート・メンバーとして参加し、曲によってギターとベースをラザフォードと交代で演奏した。
ジャケット・デザインは、『眩惑のブロードウェイ』（1974年）以降のスタジオ・アルバムに携わってきたヒプノシスが引き続き担当した。ヒプノシスのメンバーであったストーム・ソーガソンのインタビューによれば、たいまつ、自動車、タバコの光の跡によるストーリーを表現しようとした内容だが、ソーガソン自身は失敗作と語っている。

## 反響
全英アルバムチャートでは32週にわたってチャート・インし、最高3位に達した。本作からの第1弾シングル「フォロー・ユー・フォロー・ミー」はジェネシスのシングルとしては初めて全英シングルチャートでトップ10入りを果たし、最高7位に達した。続いてシングル・カットされた「メニー・トゥー・メニー」は全英43位に達した。
アメリカのBillboard 200では14位に達して初のトップ20入りを果たし、「フォロー・ユー・フォロー・ミー」はBillboard Hot 100で23位に達して、初の全米トップ40シングルとなった。

## 収録曲
1. 「ダウン・アンド・アウト」 - "Down and Out" (フィル・コリンズ、マイク・ラザフォード、トニー・バンクス) - 5:27
2. 「アンダートウ」 - "Undertow" (バンクス) - 4:47
3. 「バラッド・オブ・ビッグ」 - "Ballad of Big" (コリンズ、ラザフォード、バンクス) - 4:50
4. 「スノーバウンド（旧邦題 銀世界）」 - "Snowbound" (ラザフォード) - 4:31
5. 「バーニング・ロープ」 - "Burning Rope" (バンクス) - 7:10
6. 「ディープ・イン・ザ・マザーロード」 - "Deep in the Motherlode" (ラザフォード) - 5:15
7. 「メニー・トゥー・メニー」 - "Many Too Many" (バンクス) - 3:31
8. 「シーンズ・フロム・ア・ナイツ・ドリーム（旧邦題 ネモの夢から）」 - "Scenes from a Night's Dream" (コリンズ、バンクス) - 3:29
9. 「セイ・イッツ・オールライト・ジョー」 - "Say It's Alright Joe" (ラザフォード) - 4:21
10. 「ザ・レディ・ライズ」 - "The Lady Lies" (バンクス) - 6:08
11. 「フォロー・ユー・フォロー・ミー」 - "Follow You Follow Me" (コリンズ、ラザフォード、バンクス) - 4:03

## 参加ミュージシャン
- フィル・コリンズ - ボーカル、ドラムス、パーカッション
- マイク・ラザフォード - ギター、ベース
- トニー・バンクス - キーボード